# Oda (Klan)

Wappen der Oda

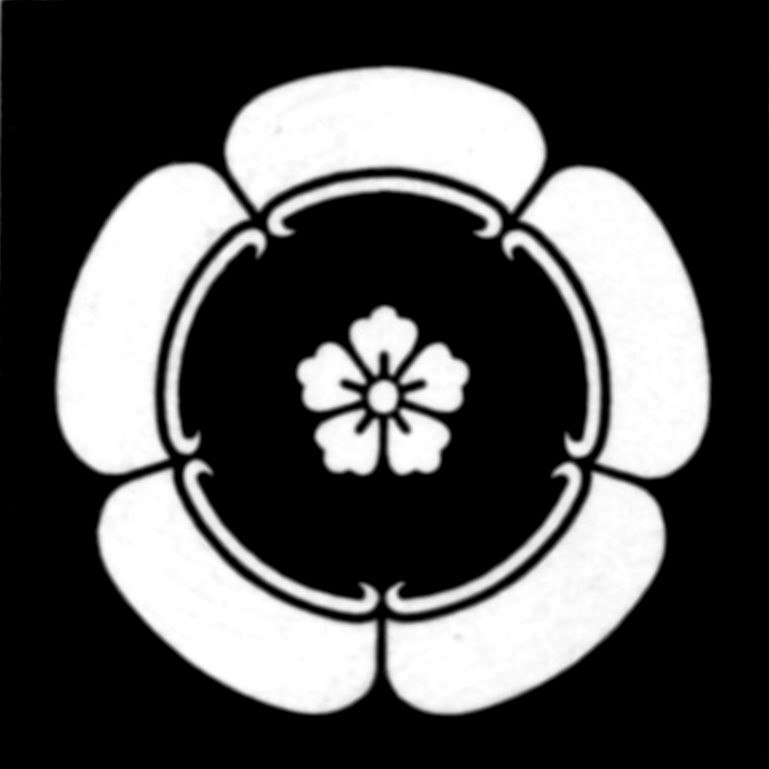
Wappen der Kaibara-Oda

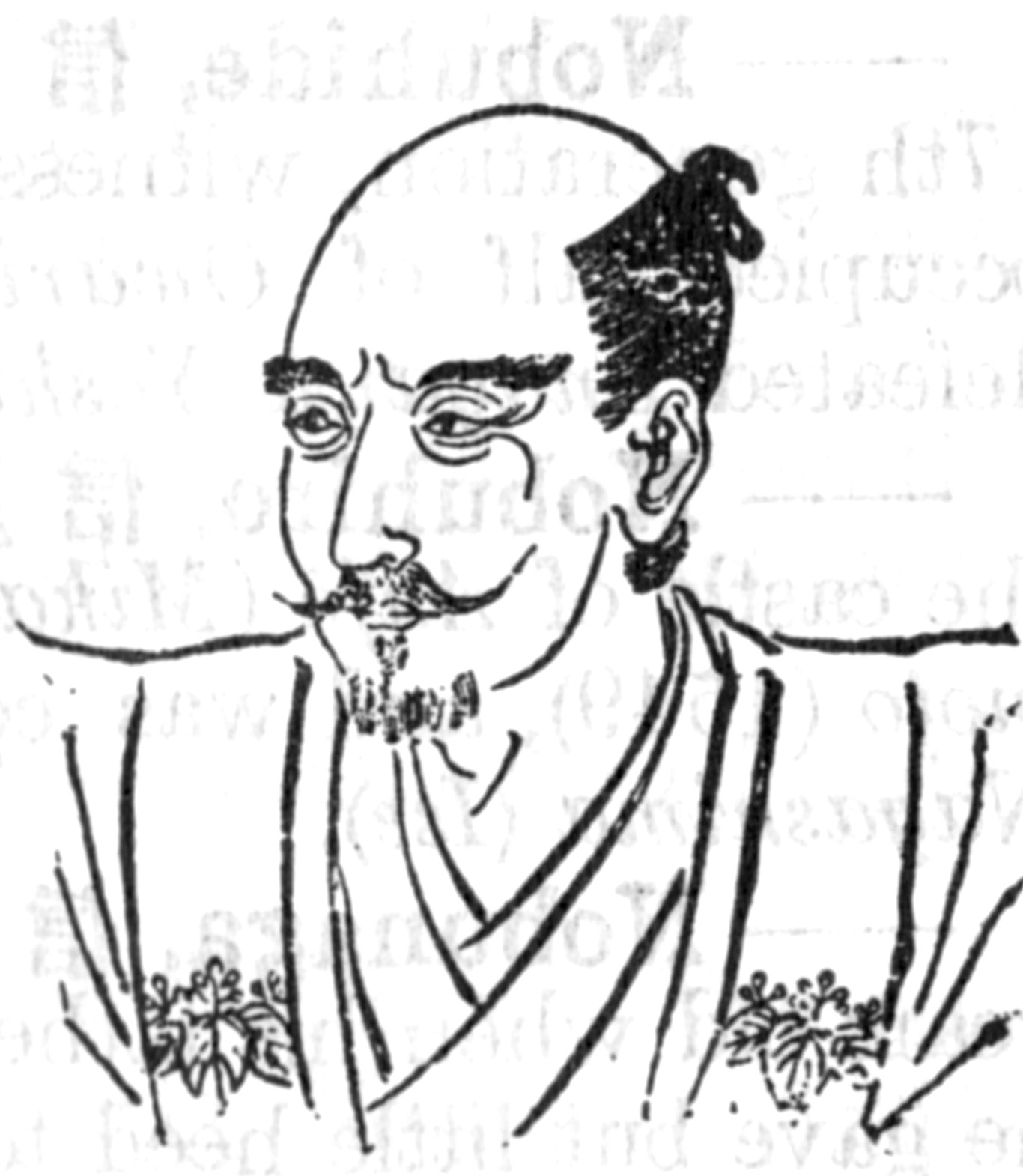
Oda Nobunaga

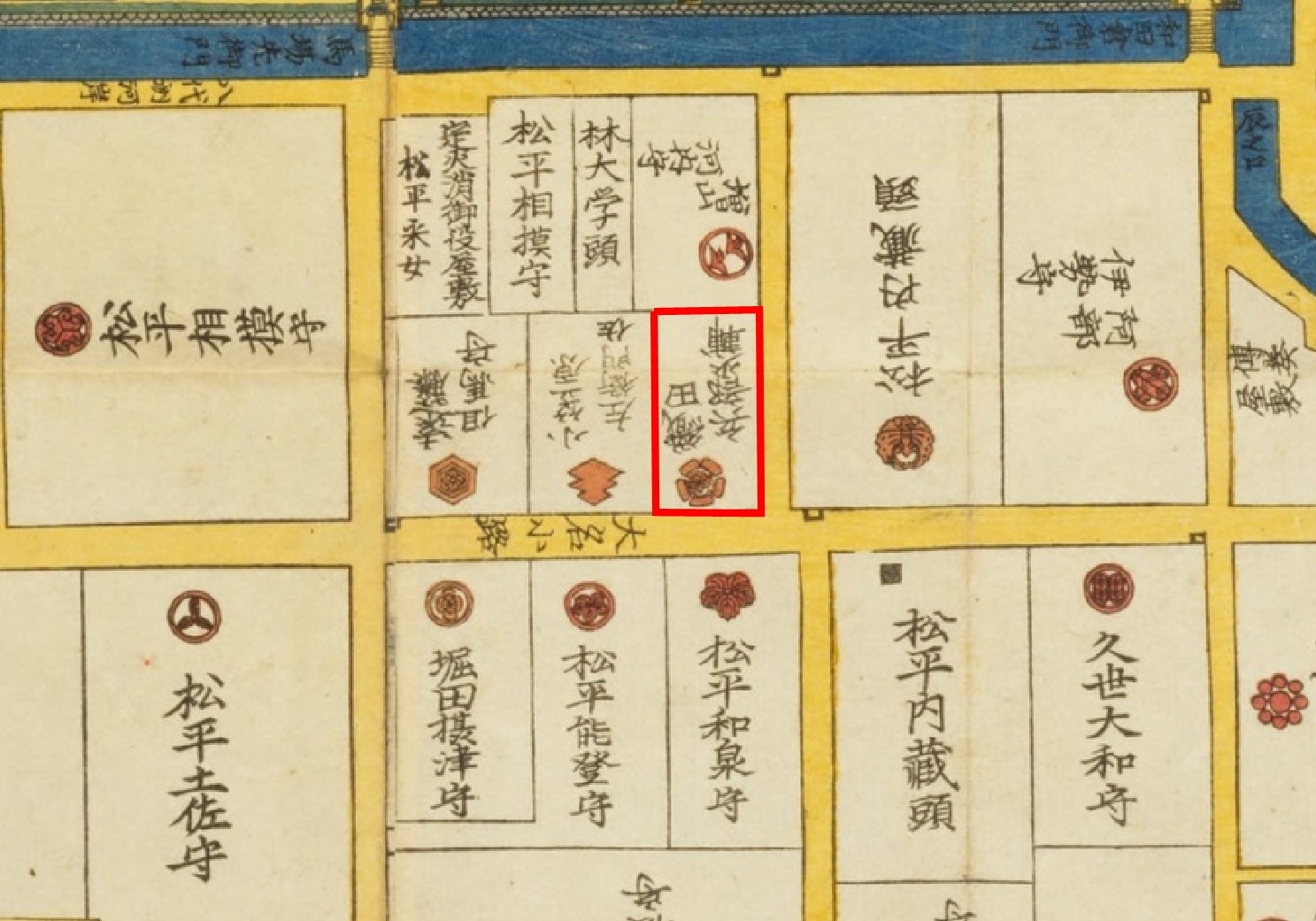
Eine Oda-Residenz in Edo

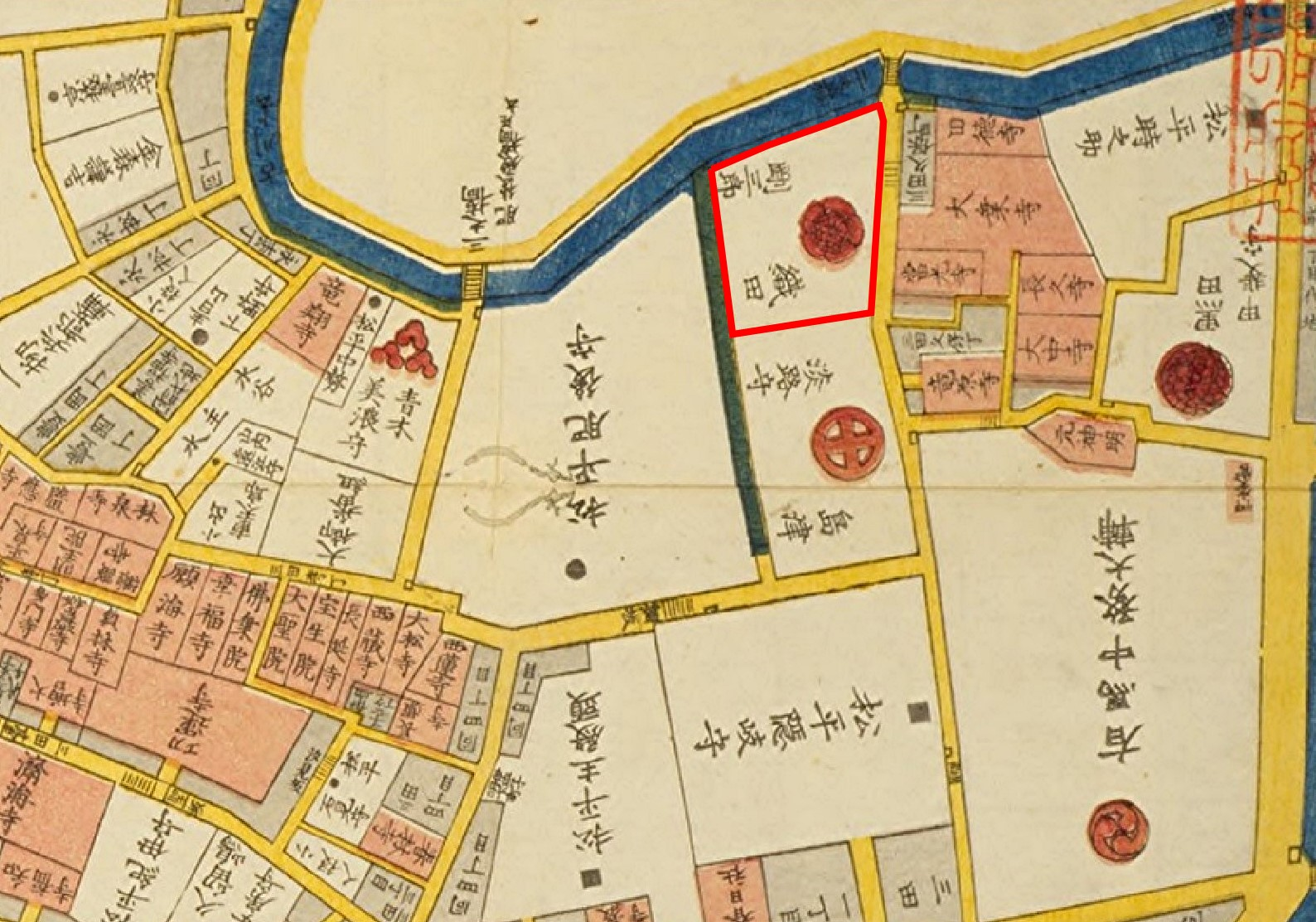
Eine Oda-Residenz in Edo

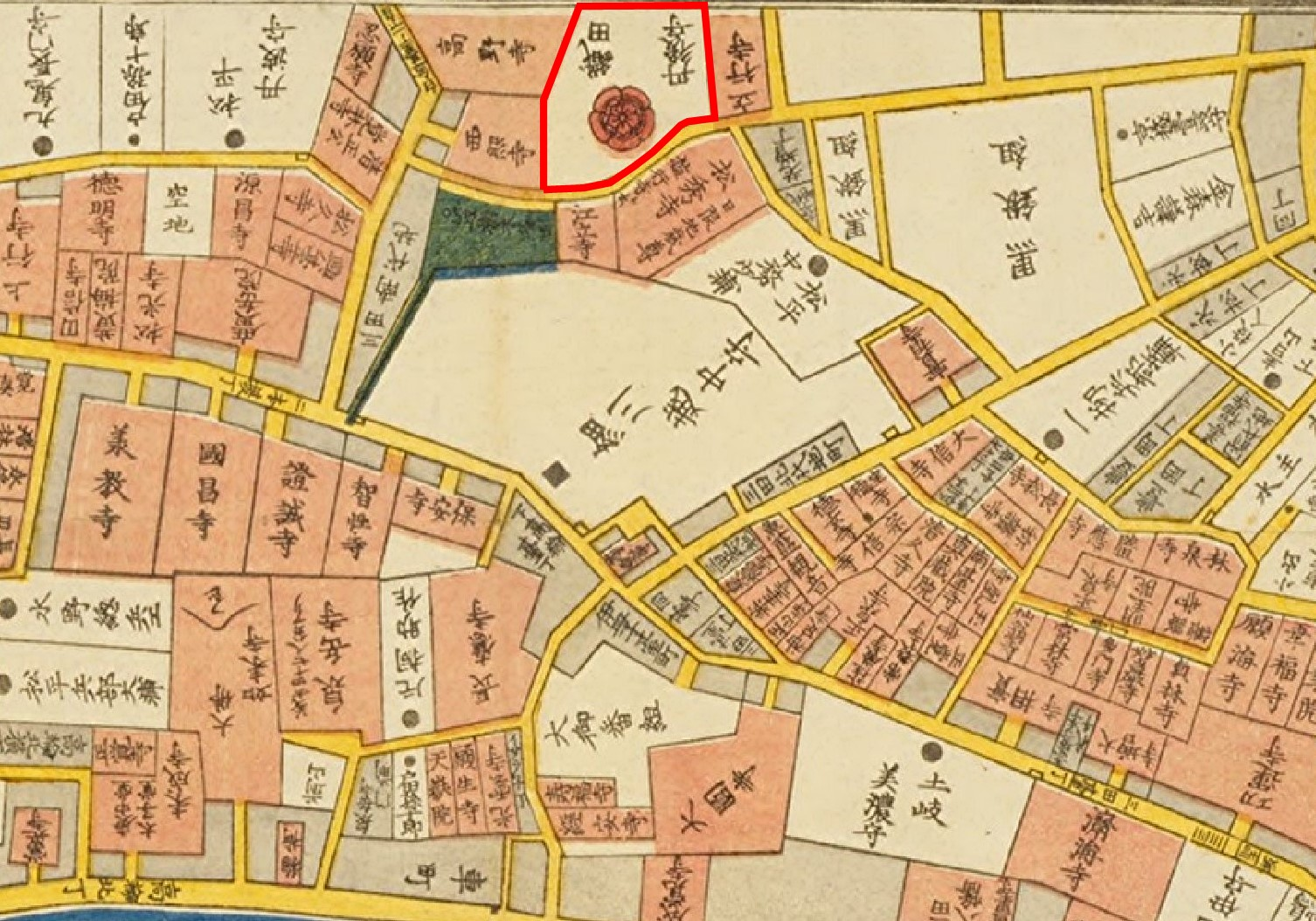
Eine Oda-Residenz in Edo

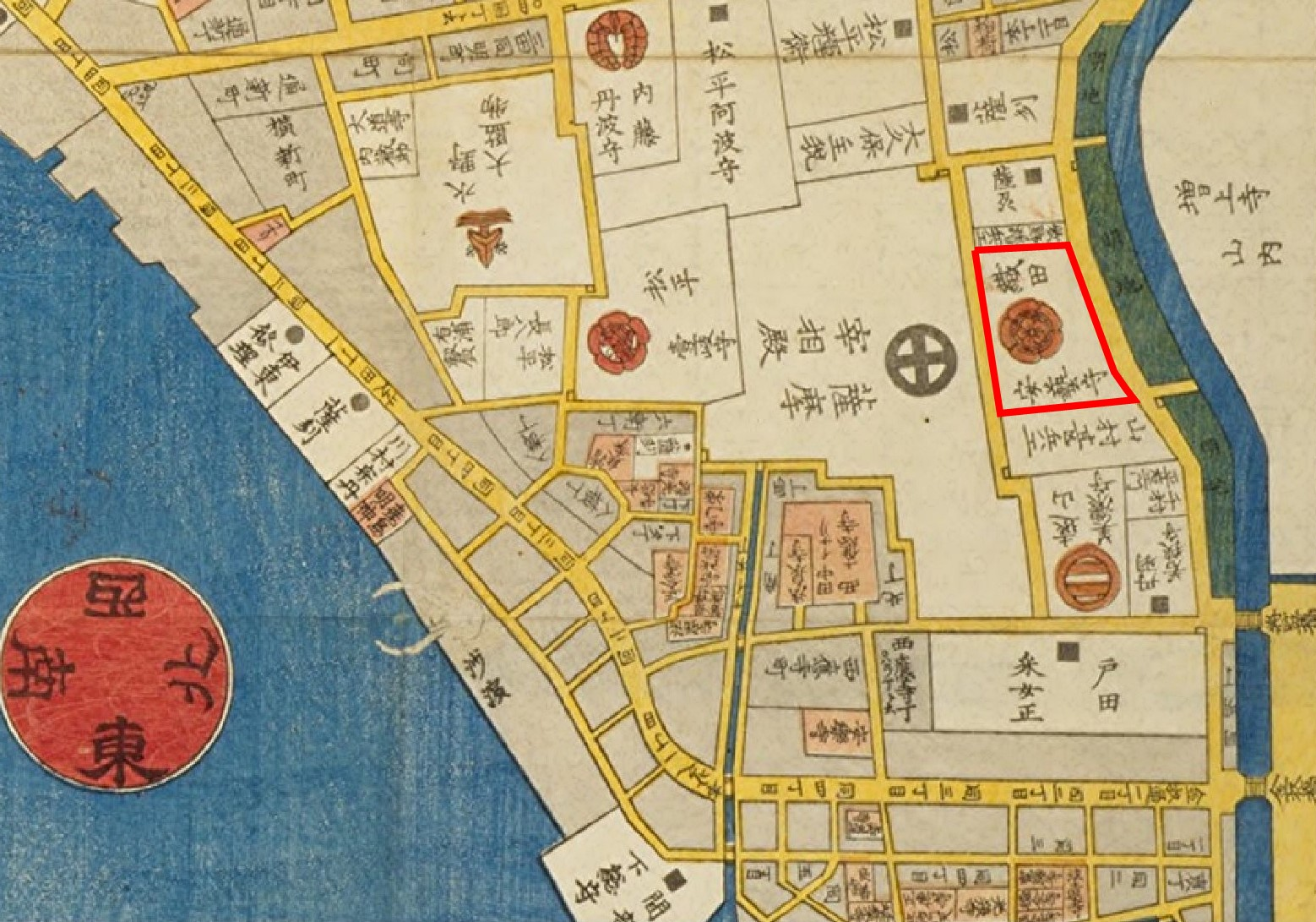
Eine Oda-Residenz in Edo

Die Oda (japanisch 織田氏, Oda-shi) waren eine Familie des japanischen Schwertadels (Buke) aus der Provinz Mikawa, die sich von Taira Sukemori, Shigemori Sohn, ableitete. Bekanntestes Mitglied der Familie war Oda Nobunaga, der erste der Drei Reichseiniger. Nach seinem Tode verfiel sein Einfluss, seine Nachkommen gehörten mit einem Einkommen von je 20.000 Koku in Tendō (Präfektur Yamagata) und in Kaibara, jetzt Ortsteil von Tamba (Präfektur Hyōgo), zu den kleineren Tozama-Daimyō der Edo-Zeit.

## Genealogie
- Chikazane (平親真; 1260–1291), Sukemoris Sohn, etablierte sich in Oda (Eichizen) und nannte sich nach diesem Ort. Seine Nachkommen, Vasallen der Shiba, folgten diesen in die Provinz Owari und erhielten dort 1435 die Burg Inuyama.
- Nobuhide (信秀; 1511–1551), ein Nachkomme Chikazanes in der 17. Generation, war Zeuge des Niedergangs der Shiba und besetzte halb Owari. Er kämpfte gegen die Saitō und besiegte 1542 Imagawa Yoshimoto bei Azuki-saka (Mikawa).

### Nobuhides Söhne
- Nobuhiro (信広; † 1575), ältester Sohn Nobuhides, erhielt die Burg Anjō (Mikawa). Dort wurde er 1549 von Imagawa Yoshimoto belagert und musste fliehen. In den Auseinandersetzungen um die Burg Nagashima (Ise) verlor er dann sein Leben.
- Nobunaga (信長; 1534–1582), zweiter Sohn Nobuhides, zeigte früh Interesse an militärischen Dingen. Ihm gelang es, ab 1555 sich gegen den Zweig der Oda von Iwakura durchzusetzen und Kiyosu (Owari) zum Hauptsitz zu machen.[4][5] – Sein Aufstieg im Lande begann 1560 mit dem glücklichen Sieg über den mächtigen Gegner, Imagawa Yoshimoto und seine Verbündeten, in der Schlacht von Okehazama (Owari). Sieg auf Sieg folgte, bis Nobunaga weite Teile Japans unterworfen hatte. Schließlich fiel er am 22. Juni 1582 dem Verrat von Akechi Mitsuhide zum Opfer. – Nobunaga war offen für Kontakte mit dem Ausland, zeigte Interesse für die missionierenden Europäer im Lande und förderte sie, wenn auch wohl nicht aus religiöser Überzeugung. Die Jesuiten ihrerseits waren beeindruckt von seiner Residenz auf der Anhöhe von Azuchi am Biwa-See.
- Nobuyuki (信行; † 1557), ein weiterer Sohn Nobuhides, erhielt nach dem Tode seines Vaters die Burg Suemori (Owari). 1557 versuchten die Hayashi, Vasallen seines Vaters, sich selbstständig zu machen und sich einen  Teil von Owari zu sichern. Nobuyuki, statt sie unmissverständlich in die Schranken zu weisen, ließ sich auf Gespräche mit ihnen ein. Nobunaga, verärgert durch diese Haltung, sandte Ikeda Nobuteru gegen ihn, der ihn in Suemori fasste und tötete.
- Nobukane  (信包; 1548–1614), ein weiterer  Sohn Nobuhides, wurde 1568 von den Nagao adoptiert und erhielt den Titel Kōzuke no kami. Er lebte in Kyoto, schor 1594 sein Haupt und nannte sich Rōtaisai an. Seinen Besitz, Kayano (Tamba) mit 80.000 Koku, überließ er seinem Sohn. Nobukane war als Maler und als Essayist aktiv.
- Nagamasu (長益; 1548–1629), ein  weiterer  Sohn Nobuhides, diente nach dem Tode seines Bruders Nobunaga Toyotomi Hideyoshi. 1586 schor er sein Haupt und nannte sich Yūrakusai-Joan. Von seinem Einkommen von 30.000 Koku aus Besitzungen in Yamato gab er 1615 seinen beiden Söhnen Nagamasa und Toshinaga je 10.000 Koku. Mit den restlichen 10.000 Koku lebte er in Kyoto, wo er die Tee-Zeremonie unter Sen no Rikyū studierte. Er gründete selbst eine Tee-Schule, die dann sein Sohn Yorinaga übernahm. Nagamasu war 1588 getauft worden.
- Nobuharu (信治; 1549–1570), ein weiterer Sohn Nobuhides, erhielt die Burg Usayama (Ōmi). Er fiel bei Sakamoto, als er gegen Asakura Kageharu kämpfte.

### Nobunagas Söhne
- Nobutada (信忠; 1557–1582), der älteste Sohn Nobunagas, nahm bereits mit 15 Jahren an den Feldzügen seines Vaters teil. Als sich Nobunaga 1576 in Azuchi niederließ, etablierte sich Nobutada in Gifu. Im folgenden Jahr leitete er einen erfolgreichen Feldzug gegen Matsunaga Hisahide in der Provinz Yamato und beteiligte sich an dem Feldzug gegen Takeda Katsuyori. Danach begab er sich nach Kyoto, um seinem Vater bei der geplanten Unterwerfung der Mōri zu unterstützen. werfen. Er übernachtete er im Tempel Myōdō-ji und erfuhr dort vom Verrat Akechi Mitsuhides. Er eilte, seinem Vater zu helfen, kam aber zu spät. Daraufhin zog er sich in die Burg Nijō zurück und veranlasste Prinz Masahito-shinnō, aus Sicherheitsgründen die Burg zu verlassen. Er bestimmte Maeda Gen’i, seinen Sohn Sambōshi (Sambōshi (三法師) war der Kindername Hidenobus) auf die Burg Kiyosu zu bringen und verteidigte sich selbst gegen den angreifenden Mitsuhide. In auswegsloser Lage nahm er sich, zusammen mit 90 Gefolgsleuten, das Leben.
- Nobuo (auch Nobukatsu; 信雄; 1558–1630), zweiter Sohn Nobunagas, wurde dazu bestimmt, Erbe des Sohns von Kitabatake Tomonoris zu werden, nachdem dieser 1569 besiegt worden war. Titel und Besitz der Kitabatake Titel gingen an Nobuo über, nachdem Nobunaga einen früheren Vasallen der Kitabatake dazu brachte, sich gegen diese aufzulehnen und Tomonori und dessen Söhne starben. Nach dem Tode Nobunagas versammelten alle seine Vasallen in Kiyosu und wählten Sambōshi, Nobutadas Sohn, als sein Nachfolger und bestimmte seine Onkel Nobuo und Nobutaka als Beschützer. Nobuo wurde die Verwaltung der Provinzen Owari, Ise und Iga mit einem Einkommen von 1.00.000 Koku anvertraut. Nobuo ließ sich in Kiyosu nieder, Nobutada in Gifu.
Es kam zu Spannungen zwischen den beiden Beschützern, die die Daimyō um Schlichtung anriefen. Shibata Katsuie, Takigawa Kazumasu, Sasa Marimasa, Maeda Toshiie und andere stellten sich auf Nobutakas Seite, während Nobuo von Toyotomi Hideyoshi, Niwa Nagahide, Ikeda Nobuteru und anderen unterstützt wurde. Hideyoshi brachte Nobuo dazu, seinen Bruder in der Burg Gifu einzuschließen, während er selbst gegen Katsuie vorging. Nobutaka verteidigte sich zunächst, floh dann aber und wurde 1583 auf der Flucht getötet. Katsuie wurde bei Shizu-ga-take geschlagen und tötete sich in der Burg Kita-no-shō (Echizen).
Im folgenden Jahr begaben sich alle Vasallen nach Azuchi, um dem jungen Erben Sambōshi Alles Gute zum Neuen Jahr zu wünschen. Hideyoshi erschien allerdings nicht, was Nobuo sehr verärgerte. Er bat Tokugawa Ieyasu, mit ihm zusammen Truppen aufzustellen. Auch Hideyoshi musterte Truppen, aber bei der ersten Begegnung der beiden Seiten bei Nagakute (Owari) wurde seine Vorhut vollständig aufgerieben. Gleichzeitig verursachten die bewaffneten Mönche des Tempels Negoro Ärger in der Umgebung. Hideyoshi gelang es, in der schwierigen Lage durch geschickte Diplomatie 1584 mit beiden Seiten zu einem Ausgleich zu kommen.
Am Feldzug 1590 gegen die Hōjō von Odawara nahm Nobuo mit 15.000 Gefolgsleuten aus den Provinzen Ise und Owari teil. Es kam wieder zu Streitigkeiten mit Hideyoshi, aber Nobuo musste sich mit einer kleinen Domäne in Dewa mit 20.000 Koku zufriedengeben. Daraufhin schor er sein Haupt und nannte sich Jōshin. Im folgenden Jahr wurde der Streit beigelegt, Nobuo ging nach Ise zurück und ließ sich nach dem Tode Hideyoshis in Fushimi nieder. Im Jahr 1600 stellte er sich gegen Ieyasu, wurde daraufhin abgesetzt und zog sich nach Osaka zurück.
Als Hideyoshis Witwe Yodo-gimi Nobuo in den Widerstand gegen Ieyasu einbeziehen wollte, fühlte er sich zu schwach und ging nach Kyoto. Nach dem Tode Toyotomi Hideyoris 1615  versorgte Ieyasu ihn in Yamato mit 50.000 Koku. Nobuo war 1588 getauft worden, aber ob er die Religion praktiziert hat, lässt sich nicht feststellen.
- Nobutaka (信孝; 1558–1583), dritter Sohn Nobunagas, wurde zum Erben der Kambe-Familie (Ise) bestimmt. Er etablierte 1569 sich in der Burg gleichen Namens. 1582 erhielt er die vier Provinzen Shikokus als Lehen und führte einen Feldzug in der Provinz Kii gegen das Oberhaupt des Hongan-ji, Kōsa, den er besiegte und tötete. Beim Tode seines Vaters hörte er, dass sein Vetter Nobuzumi auf der Seite Akechi Mitsuhides gestanden hatte. Er griff ihn in Ōsaka an und tötete ihn. Kurz danach wurde er zusammen mit seinem Bruder Nobuo als Beschützer des jungen Sambōshi bestimmt. – Nobutaka residierte in Gifu und kontrollierte die Provinz Mino. Seine Spannungen mit Nobuo führten zur kriegerischen Auseinandersetzung. Nobutaka wurde in Gifu belagert, flüchtete, wurde von Nakagawa Sadanari verfolgt,  suchte Schutz im Tempel Sōhō-ji in Noma (Owari) und nahm sich schließlich in aussichtsloser Lage das Leben.
- Hidekatsu (秀勝; 1567–1593), vierter Sohn Nobunagas, wurde 1582 von Hideyoshi adoptiert und führte den früheren Familiennamen Hideyoshis, Hashiba. Er wurde Daimyō von Kameyama (Tamba) und erhielt den Titel Tamba no kami. Er nahm 1587 am Kyūshū-Feldzug gegen die Shimazu teil und an dem Feldzug gegen die Hōjō von Odawara. Er starb in Korea.
- Katsunaga (勝長; 1568–1582), fünfter Sohn Nobunagas, erhielt 1581 Inuyama (Owari), kam dann zusammen mit seinem Vater im Tempel Honnō-ji ums Leben.

### Weitere Nachkommen
- Nobuzumi (信澄; 1568–1583), Nobuyukis Sohn, heiratete eine Tochter Akechi Mitsuhides. 1582 nahm er, zusammen mit seinem Vetter Nobutaka, an dem Feldzug gegen die Ikkō-Mönche teil. Als er vom Tode Nobunagas erfuhr, folgte er dem Ruf seines Schwiegervaters und ging nach Ōsaka. Nobutaka stellte sich gegen ihn und tötete ihn.
- Hidenobu (秀信; 1581–1602), ältester Sohn Nobutakas, war erst ein Jahr alt, als er Vater und Großvater verlor. Zu der Zeit führte den Kindernamen Sambōshi. Er war als Erbe anerkannt und wurde unter der Obhut von Maeda Gen’i von Gifu nach Kiyosu und nach dem Ende Akechi Mitsuhides nach Azuchi gebracht. 1585 ließ ihn Hideyoshi nach Gifu zurückbringen und nannte ihn, an den eigenen Namen anknüpfend, Hidenobu. Als es zum Konflikt zwischen Ieyasu und Ishida Kazushige kam, schloss sich der junge Hidenobu letzterem an, obwohl seine Vasallen ihn von diesem Schritt abrieten. Er erklärte Ieyasu den Krieg, wurde in Gifu von Fukushima Masanori und Kuroda Nagamasa eingeschlossen. Er ergab sich schließlich Masanori, der ihn nach Imoarai (Yamashiro) brachte, um die Entscheidung Ieyasus abzuwarten. Ieyasu schickte Hidenobu in das Kloster Kōyasan, wo er bereits zwei Jahre später starb. Hidenobu war Christ. Er trug den Namen Paul, während sein jüngerer Bruder Hidenori Vincent getauft wurde. Über den Lebensweg Hidenoris ist nichts weiter bekannt.
- Hideo bzw. Hidekatsu (秀雄; 1573–1610), ältester Sohn Nobuos, erhielt 1592 Ōno (Echizen) mit 50.000 Koku. Abgesetzt nach der Schlacht von Sekigahara  zog er sich nach Asakusa (Edo) zurück und lebte dort bis zu seinem Tode.

## Die vier Oda-Zweige nach 1600
- Nobuyoshi (信良; † 1626), Nobuos dritter Sohn, begründete einen Zweig, der ab 1615 in Obata (Kōzuke), ab 1767 in Takabatake (Dewa) und von 1828 bis 1868 in einem Festen Haus (jinya) in Tendō (Dewa) mit 20.000 Koku residierte. Danach Vizegraf.
- Takanaga (高良; † 1659), Nobuos vierter Sohn, begründete einen Zweig, der ab 1615 in Uda (Yamato) und dann bis 1868 in einem Festen Haus in Kaibara (Tamba) mit 20.000 Koku residierte. Danach Vizegraf.
- Nagamasa (長政), Nagamasus vierter Sohn, begründete einen Zweig, der in Shibamura in (Yamato) in einem Festen Haus mit 10.000 Koku residierte.
- Hisanaga (尚長), Nagamasas fünfter Sohn, begründete einen Zweig, der von 1675 bis 1868 in Yanagimoto (Yamato) in einem Festen Haus mit 10.000 Koku residierte. Danach Vizegraf.

### Klans
- Shibata
- Niwa (Klan)
- Hashiba
- Sakuma
- Hayashi

### Wichtige Gefolgsleute
- Hirate Masahide
- Hayashi Hidesada
- Sakuma Nobumori
- Sassa Narimasa
- Maeda Toshiie
- Niwa Nagahide
- Shibata Katsuie
- Sakuma Morimasa
- Hachisuka Masakatsu
- Takenaka Shigeharu
- Kuroda Yoshitaka
- Ujiie Bokuzen
- Ando Morinari
- Inaba Yoshimichi
- Matsunaga Hisahide
- Kuki Yoshitaka

### Residenzen
- Burg Kiyosu (siehe Bild: Stadt Kiyosu)
- Burg Komakiyama
- Burg Gifu (siehe Bild: Stadt Gifu)
- Burg Azuchi